# Jüdischer Friedhof Neudenau

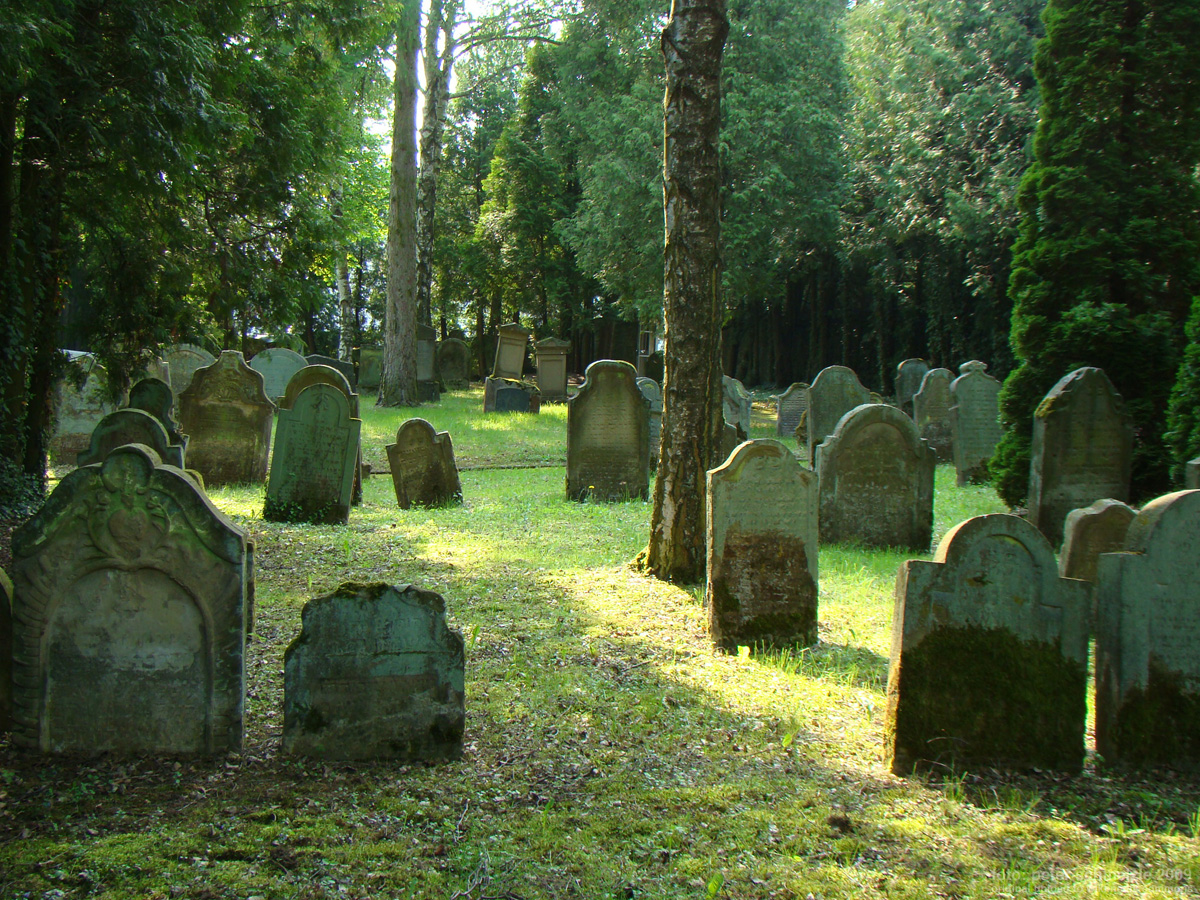
Jüdischer Friedhof in Neudenau

Der jüdische Friedhof in Neudenau im Landkreis Heilbronn im nördlichen Baden-Württemberg geht auf einen der ältesten jüdischen Friedhöfe im Südwesten Deutschlands zurück.

## Geschichte
Juden werden in Neudenau bereits im späten 13. Jahrhundert erstmals erwähnt. Vom jüdischen Friedhof in Neudenau heißt es in einer Urkunde des Mainzer Erzbischofs Berthold von Henneberg von 1492, dass dort die Juden in und um Heilbronn, Wimpfen und in Schwaben vor langer Zeit ihr Begräbnis gehabt hätten und der Friedhof damals schon länger nicht mehr genutzt wurde. Dieser alte Friedhof sollte gemäß der Urkunde künftig wieder als Begräbnisplatz dienen. Die Wiederaufnahme der Bestattungen in Neudenau steht vermutlich im Zusammenhang mit der Ausweisung der Heilbronner Juden aus Heilbronn im Jahr 1487. Mit der Restauration des Neudenauer Friedhofs durfte sich auch wieder ein Jude in Neudenau niederlassen. Während danach bis ins 17. Jahrhundert jeweils nur ein einzelner Jude in Neudenau lebte, wurde der Friedhof mit zahlreichen Toten aus dem nahen und ferneren Umland belegt. Nachdem sich ab dem späten 17. Jahrhundert wieder eine jüdische Gemeinde in Neudenau gebildet hatte, wurde der Friedhof im 19. Jahrhundert gemeinsam von den jüdischen Gemeinden in Neudenau und Billigheim unterhalten. Aus dem Jahr 1915 wird von einer Schändung des Friedhofs berichtet, als Schüler 72 Grabsteine umwarfen.
Die ältesten Grabsteine auf dem Friedhof stammen aus der Zeit um 1715. Da es weder ältere Grabsteine noch von älteren Gräbern herrührende Freiflächen gibt, nimmt man an, dass der heutige Friedhof erst im 18. Jahrhundert angelegt wurde, während sich der mittelalterliche Friedhof wohl an anderer Stelle befand.